# Ilex hookeri
Ilex hookeri är en järneksväxtart som beskrevs av George King. Ilex hookeri ingår i släktet järnekar, och familjen järneksväxter. Inga underarter finns listade i Catalogue of Life.